# Giffen-Paradoxon

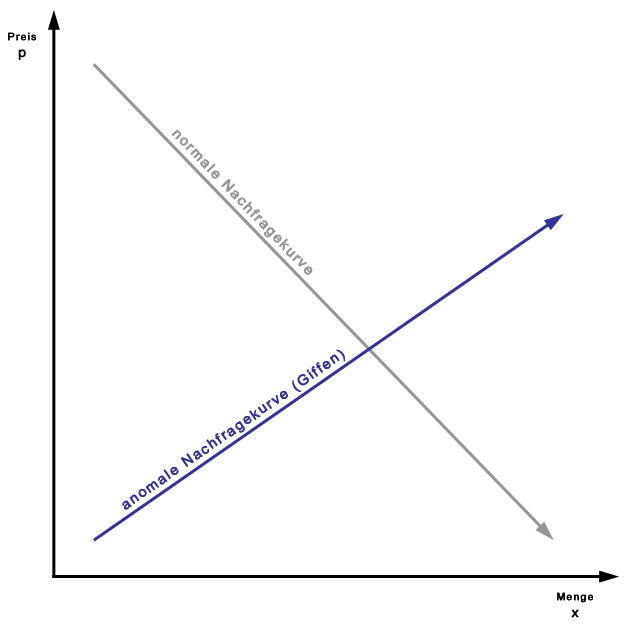
Verlauf der Giffen-Nachfragekurve

Das Giffen-Paradoxon (auch Giffen-Fall genannt) bezeichnet das Phänomen, dass in bestimmten Situationen die nachgefragte Menge eines Guts steigt, wenn sich dessen Preis erhöht. Die klassische Annahme besagt demgegenüber, dass die Nachfrage sinkt, wenn der Preis steigt (Gesetz der Nachfrage).

## Ursprung und frühe Rezeptionsgeschichte
Alfred Marshall verweist seit der dritten Auflage in seinen Principles of Economics auf die Beobachtung des schottischen Statistikers Robert Giffen (1837–1910), wonach Haushalte, die am Existenzminimum leben, auf eine Erhöhung des Brotpreises mit einer steigenden Nachfrage nach Brot reagierten:

“There are however some exceptions. For instance, as Mr Giffen has pointed out, a rise in the price of bread makes so large a drain on the resources of the poorer labouring families and raises so much the marginal utility of money to them, that they are forced to curtail their consumption of meat and the more expensive farinaceous foods: and, bread being still the cheapest food which they can get and will take, they consume more, and not less of it. But such cases are rare; when they are met with they must be treated separately.”

„Es gibt jedoch einige Ausnahmen. Wie Herr Giffen angemerkt hat, stellt beispielsweise eine Erhöhung des Brotpreises für arme Arbeiterfamilien eine so starke finanzielle Belastung dar und erhöht eine solche ihren Grenznutzen des Geldes so dramatisch, dass sie gezwungen sind, ihren Konsum von Fleisch und teureren Mehlspeisen einzuschränken; ihren Konsum von Brot aber, dem billigsten Nahrungsmittel, erhöhen sie anstatt ihn zu verringern. Solche Fälle sind allerdings selten; trifft man auf sie, muss jeder individuell behandelt werden.“

In der Literatur ist indessen mehrfach angemerkt worden, dass die Zuschreibung dieser Beobachtung zu Robert Giffen problematisch erscheint. So bemerkt beispielsweise George J. Stigler (1947), dass sich in Giffens Werk kein entsprechender Hinweis finden lasse. Einen späteren Textstellen-Vorschlag von Allan R. Prest, für den hier auf eine Fußnote verwiesen wird, wies Stigler zurück. Einigkeit herrscht jedenfalls darüber, dass Giffen – auch wenn er darauf hingewiesen haben sollte – nicht der erste war, der das Phänomen beobachtete. Bereits 1815 lässt sich in den Aufzeichnungen von Simon Gray, einem Beschäftigten im britischen War Office, unter der Überschrift “A rise in the price of bread corn, beyond a certain pitch, tends to increase the consumption of it” („Eine Erhöhung des Preises von Getreide für die Brotherstellung erhöht ab einem gewissen Niveau oft den Konsum“) eine ausführliche Beschreibung finden. Er folgert:

“By raising the price of bread corn, thus, far from making the people live less on that necessary, as so many, who have not thoroughly considered the matter, imagine, we force them to live more on it; and beyond a certain price, almost entirely. However, paradoxical, therefore, it may be in seeming, it is a plain substantial fact, that the higher price of corn and potatoes, the greater is the consumption […]”

„Aus diesem Grund führt eine Erhöhung des Preises von Getreide für die Brotherstellung ganz und gar entgegen der Annahme so vieler, die sich nicht eingehend mit der Frage beschäftigt haben, nicht dazu, dass die Leute in geringerem Maße von diesem Grundnahrungsmittel leben, sondern hat vielmehr zur Folge, dass wir sie dazu nötigen, in größerem Maße davon zu leben; und oberhalb eines gewissen Preises sogar fast vollständig. So paradox es erscheinen mag, ist es infolgedessen eine einfache Tatsache, dass der Konsum von Getreide und Kartoffeln umso größer ist, je höher ihr Preis ist […]“

## Empirische Literatur
Francis Edgeworth äußerte sich 1909 im Zuge einer Buchbesprechung skeptisch zu der von Marshall eingebrachten Möglichkeit; bezugnehmend auf das diskutierte Werk, in dem unter anderem postuliert wurde, ein höherer Weizenpreis könne die Nachfrage auch erhöhen, bemerkte Edgeworth in Anspielung auf Alfred Marshall, auch „in dem Bewusstsein, dass die Aussage [wonach die Elastizität der Nachfrage nach Weizen positiv sein könne, Hervorhebung im Original], eine hohe Autorität als Fürsprecher“ habe, erscheine sie ihm derart gegensätzlich zum A-priori-Wahrscheinlichen, dass sie „sehr starker“ Evidenz bedürfe.

## Theoretische Einordnung
Güter, bei denen das Giffen-Paradoxon auftritt, werden als Giffen-Güter bezeichnet. Ökonomisch handelt es sich bei ihnen um inferiore Güter, die eine positive Preiselastizität besitzen (dies folgt aus der Slutsky-Gleichung). Daher ist auch zu beachten, dass nicht alle inferioren Güter Giffen-Güter sind (wie das untenstehende Beispiel 2 zeigt), aber alle Giffen-Güter zwangsläufig inferiore Güter sind. Zerlegt man die Nachfrageänderung infolge einer Preisänderung in Einkommens- und Substitutionseffekt, dominiert bei Giffen-Gütern der Einkommenseffekt über den Substitutionseffekt.

## Beispiele

### Beispiel 1
Wenn man 3 Euro pro Tag für Nahrungsmittel zur Verfügung hat, kann man davon jeden Tag einen Laib Brot für 1 Euro und ein Stück Fleisch für 2 Euro kaufen. Wenn der Brotpreis auf 1,50 Euro steigt, bleibt nach dem Kauf eines Laibs Brot nicht mehr genug Geld für Fleisch übrig, deshalb hat man keine andere Option als einen weiteren Laib Brot zu kaufen.
Ein praxisnahes Beispiel für ein Giffen-Gut könnten Bohnen in einer armen Gesellschaft sein, in der die Menschen den Großteil ihres Einkommens für verhältnismäßig billige Bohnen und verhältnismäßig teures Fleisch verwenden. Wenn der Preis von Bohnen steigt, können die Menschen die Menge an gekauften Bohnen nicht beliebig reduzieren, weil die gleiche Menge Fleisch plus weniger Bohnen keine ausreichende Nahrungsmenge mehr darstellt. Da sie für die (mindestens) gleiche Menge an Bohnen mehr vom Einkommen aufwenden müssen, können sich die Menschen das (nicht beliebig teilbare) Fleisch irgendwann gar nicht mehr leisten: In dieser Situation kaufen sie dann überhaupt kein Fleisch mehr, dafür aber vom freiwerdenden Betrag noch mehr Bohnen.

### Beispiel 2
Ein Student setzt sich ein begrenztes Budget von 30 Euro pro Woche (5 Tage) für sein tägliches Mittagessen. Da er in der Mittagspause bevorzugt in das nahegelegene Restaurant geht, benötigt er einen Großteil seines Mittagsbudgets, um dort zwei Mal für je 9 Euro zu speisen. An den anderen drei Tagen geht er abwechselnd und im Durchschnitt gleich oft in die Mensa und in eine Pizzeria, wo die Mahlzeiten jeweils 4 Euro kosten. Müsste er nun sein wöchentliches Mittagessen-Budget um 10 Euro kürzen, müsste er seine Restaurantbesuche streichen und würde nur noch in die Mensa oder in die Pizzeria gehen. Bei beiden Mittagstischangeboten handelt es sich also um absolut inferiore Güter. Würde sich jedoch der Pizzapreis erhöhen, so würde er die Pizzeriabesuche streichen und an den Tagen, an denen er nicht im Restaurant speist, immer in der Mensa essen. Also ist die Pizza hier kein Giffen-Gut, obwohl sie ein absolut inferiores Gut ist.